# ЛітАкцент року
«ЛітАкцент року» — книжкова премія літературного порталу «ЛітАкцент». Надається у трьох номінаціях: «Художня література», «Літературознавство» та антипремія «Золота булька». Розмір грошової нагороди у перших двох номінаціях становить 5000 гривень, за премію невдалій книзі «Золота булька» не надається грошова нагорода. Переможці визначаються групою експертів за кілька етапів протягом року. Нагорода надається з урахуванням художньої або наукової якості книги, а також поліграфії видання.

## Лауреати

### 2020
- «Поезія»: Ірина Шувалова, «каміньсадліс» (ВСЛ)
- «Проза»:  Софія Андрухович, «Амадока» (ВСЛ)
- «Літературознавство, есеїстика, художній репортаж»: Віра Курико, «Вулиця причетних. Чернігівська справа Левка Лук’яненка» (Темпора)
- Спецвідзнаки журі: Олександр Михед, «Я змішаю твою кров з вугіллям. Зрозуміти український Схід» (Наш формат); Володимир Аренєв, «Заклятий меч, або Голос крові» (А-ба-ба-га-ла-ма-га)

### 2019
- «Поезія»: Катерина Калитко, «Ніхто нас тут не знає, і ми — нікого» (Meridian Czernowitz)
- «Проза»:  Гаська Шиян, «За спиною» (Фабула)
- «Літературознавство, есеїстика та художній репортаж»: Діана Клочко, «65 українських шедеврів. Визнані й неявні» (ArtHuss)
- «Золота булька»: ———
- Спецвідзнаки журі: Ія Ківа, «Перша сторінка зими» (Дух і Літера); Тамара Горіха Зерня, «Доця» (Білка)

### 2018
- «Поезія»: Остап Сливинський, «Зимовий король» (ВСЛ); Катерина Калитко, «Бунар» (ВСЛ)
- «Проза»: Світлана Тараторіна, «Лазарус» (КМ-Букс)
- «Поезія і проза для дітей»: Ольга Купріян, «Щоденник Лоли» (#книголав)
- «Есеїстика»: Павло Стех «Над прірвою в іржі» (Темпора); Олеся Яремчук, «Наші інші» (Човен)
- «Літературознавство»: Володимир Панченко, «Повість про Миколу Зерова» (Дух і Літера); Ганна Улюра, «365: книжка на кожен день, щоб справляти враження культурної людини» (ArtHuss)
- «Золота булька»: Катерина Бабкіна та Марк Лівін, «Сила дівчат» (#книголав)

### 2017
- «Поезія»: ———
- «Проза»: Сергій Жадан, «Інтернат» (Meridian Czernowitz)
- «Поезія і проза для дітей»: Іван Андрусяк, «Лякація» (Фонтан казок)
- «Есеїстика й художній репортаж»: Артем Чех, «Точка нуль» (Vivat)
- «Літературознавство»: Михайло Назаренко, «Поховання на могилі» (Критика)
- «Золота булька»: Олександр Ірванець, «Харків 1938» (Laurus)

### 2016
- «Поезія»: Сергій Жадан, «Тамплієри» (Meridian Czernowitz; Книги—ХХІ)
- «Проза»: Тарас Антипович, «Помирана» (А-ба-ба-га-ла-ма-га)
- «Поезія і проза для дітей»: Оксана Була, «Зубр шукає гніздо» (ВСЛ)
- «Есеїстика»: Оксана Забужко, «І знов я влізаю в танк…» (Комора)
- «Літературознавство»: ———
- «Золота булька»: Тетяна Малярчук, «Забуття» (ВСЛ)

### 2015
- «Поезія»: Мирослав Лаюк, «Метрофобія» (ВСЛ)
- «Проза»: Владислав Івченко, «2014» (Темпора)
- «Поезія і проза для дітей»: Романа Романишин та Андрій Лесів, «Війна, що змінила Рондо» (ВСЛ)
- «Літературознавство й есеїстика»: Олена Галета, «Від антології до онтології» (Смолоскип)
- «Золота булька»: Олександр Михед, «Астра» (Видавництво Анетти Антоненко)

### 2014
- «Поезія»: Катерина Калитко, «Катівня. Виноградник. Дім» (ВСЛ)
- «Проза»: Софія Андрухович, «Фелікс Австрія» (ВСЛ); Богдана Матіяш, «Братик Біль, Сестричка Радість» (ВСЛ)
- «Проза й поезія для дітей»: Галина Ткачук, «Вечірні крамниці вулиці Волоської» (Темпора)
- «Літературознавство й есеїстика»: Леонід Ушкалов «Моя шевченківська енциклопедія: із досвіду самопізнання» (Майдан; Видавництво Канадського Інституту Українських Студій)
- «Золота булька»: ———

### 2013
- «Поезія»: Мирослав Лаюк, «Осоте!» (Смолоскип)
- «Проза»: ———
- «Поезія і проза для дітей»: Мар'яна Прохасько, Тарас Прохасько, «Хто зробить сніг» (ВСЛ)
- «Есеїстика й літературознавство»: Михайло Бриних «Шидеври світової літератури. Хрестоматія доктора Падлючча. Том перший» і «Шидеври вкраїнської літератури. Хрестоматія доктора Падлючча. Том перший» (Laurus)
- «Золота булька»: Наталка Сняданко, «Фрау Мюллер не налаштована платити більше» (КСД)

### 2012
- «Художня література»: Олег Лишега, «Великий міст» (Піраміда)
- «Літературознавство»: Віра Агеєва, «Мистецтво рівноваги. Максим Рильський на тлі епохи» (Книга)
- «Золота булька»: Любко Дереш, «Голова Якова» (КСД)

### 2011
- «Художня література»: Юрій Щербак, «Час смертохристів» (Ярославів Вал)
- «Літературознавство»: Лариса Мірошниченко, «Леся Українка: життя і тексти» (Смолоскип)
- «Золота булька»: Юрій Андрухович, «Лексикон інтимних міст» (Meridian Czernowitz)

### 2010
- «Художня література»: Андрій Содомора «Сльози речей» (Піраміда)
- «Літературознавство»: Ірина Макарик «Перетворення Шекспіра. Лесь Курбас, український модернізм і радянська культурна політика 1920-х років» (Ніка-Центр)
- «Золота булька»: ———

### 2009
- «Художня література»: Володимир Рутківський, «Джури-характерники» (А-ба-ба-га-ла-ма-га)
- «Літературознавство»: Роман Піхманець, «Іван Франко і Василь Стефаник: взаємини на тлі доби» (Львівське відділення Інституту літератури ім. Т. Г. Шевченка; Інститут українознавства при Прикарпатському національному університеті ім. В. Стефаника)
- «Золота булька»: Люко Дашвар «Рай.Центр» (КСД)

### 2008
- «Художня література»: Петро Мідянка, «Ярмінок» (Факт)
- «Гуманітаристика»: Марко Павлишин, «Ольга Кобилянська: прочитання» (Акта)
- «Золота булька»: Ірена Карпа, «Dобло і зло» (КСД)